# Gymnema khandalense
Gymnema khandalense là một loài thực vật có hoa trong họ La bố ma. Loài này được Santapau mô tả khoa học đầu tiên năm 1948.